# Alexandr Kolyadin
Alexandr Kolyadin (20 de febrero de 1973) es un deportista kazajo que compitió en esquí de fondo adaptado. Ganó una medalla de oro en los Juegos Paralímpicos de Pyeongchang 2018 en la prueba de 1,5 km velocidad de pie.

## Palmarés internacional
| Juegos Paralímpicos | Juegos Paralímpicos         | Juegos Paralímpicos | Juegos Paralímpicos     |
| Año                 | Lugar                       | Medalla             | Prueba                  |
| ------------------- | --------------------------- | ------------------- | ----------------------- |
| 2018                | Pyeongchang (Corea del Sur) | Medalla de oro      | 1,5 km velocidad de pie |